# Australolinyphia
Australolinyphia is een geslacht van spinnen uit de familie hangmatspinnen (Linyphiidae).

## Soorten
De volgende soorten zijn bij het geslacht ingedeeld:
- Australolinyphia remota Wunderlich, 1976